# Hohenlockstedt
Hohenlockstedt er en by og kommune i det nordlige Tyskland, beliggende i Amt Kellinghusen i den nordøstlige del af Kreis Steinburg. Kreis Steinburg ligger i sydvestlige del af delstaten Slesvig-Holsten.

## Geografi
I kommunen ligger ud over Hohenlockstedt landsbyerne og bebyggelserne Lockstedter Lager, Ridders, Hohenfiert, Springhoe, Hungriger Wolf og Bücken.
Hohenlockstedt ligger ved Bundesstraße B206 mellem Itzehoe og Kellinghusen, og Bundesstraße 77, den tidligere Oksevej, ved udkanten af Naturpark Aukrug. 8 km mod sydvest ligger landkriesen administrationsby Itzehoe og motorvejen A23 Heide-Hamburg. Omkring 26 km mod nordøst ligger byen Neumünster. Fra 1889 til 1975 var Hohenlockstedt station på jernbanen mellem Wrist og Itzehoe.
Den vestlige del af kommunen gennemløbes af floden Rantzau. Langs floden ligger Natura 2000-området Rantzaudalen.

### Hungriger Wolf
Hungriger Wolf var indtil 2004 en militær flyveplads. Nu arbejder „Flugplatz Hungriger Wolf Entwicklungs- und Betriebsgesellschaft mbH“  for en fremtidig anvendelse af flyvepladsen og de tilsluttede anlæg. Der finder lejlighedsvise motorsportsarrangementer sted, og flyvepladsen anvendes og passes af foreningen Luftsportverein Itzehoe.